# بيانات ثانوية
البيانات الثانوية هي بصمة رقمية خلفتها أنشطة الإنترنت أو مستخدمي أنظمة الحاسوب الأخريات أثناء نشاطهم وسلوكهم ومعاملاتهم عبر الإنترنت. يعد هذا جزءًا من فئة أوسع من البيانات غير التقليدية التي تتضمن بيانات جغرافية مكانية وبيانات شبكية وبيانات سلاسل زمنية وقد تكون مفيدة للتحليلات التنبؤية.يُجمع كل موقع ويب زِيرَ، وكل رابط نُقر عليه، وحتى التمرير بالفأرة، ما يترك وراءه سلسلة من البيانات. تُنشأ كمية هائلة من البيانات الأولية في كثير من الأحيان، والتي يمكن أن تكون في شكل ملفات تعريف الارتباط والملفات المؤقتة وملفات السجل والخيارات القابلة للتخزين وغيرها. يمكن أن تساعد هذه المعلومات في تحسين التجربة عبر الإنترنت، على سبيل المثال من خلال المحتوى المخصص. يمكن استخدامه لتحسين اتجاهات التتبع ودراسة البيانات الثانوية ويعمل على تحسين واجهة المستخدم وتصميم التخطيط. ولكنها قد تمس بالخصوصية، لأنها توفر نظرة ثاقبة قيمة لعادات المستخدم. على سبيل المثال، يستخدم موقع غوغل، باعتباره موقع الويب الأكثر شهرة في العالم، البيانات الثانوية هذا لتحسين القيمة التنبؤية لمنتجاته.